# Hilduin (Liège)
Le clerc Hilduin est évêque de Liège quelques mois en 920. Ce simple clerc du diocèse qui avait été abbé de Lobbes de 873 à 880, se porte candidat à l'épiscopat liégeois, soutenu par Gislebert, figure de proue de l'aristocratie lotharingienne qui entretient d'amicales relations avec le roi saxon de Germanie, Henri Ier l'Oiseleur. Fort de ces soutiens, Hilduin est élu par l’archevêque Hermann de Cologne.
Mais dès que cette élection improvisée est connue des hautes autorités, elle est désavouée et Hilduin est aussitôt excommunié par le roi Charles le Simple avec le soutien du pape Jean X qui nomme Richer.
Il devint plus tard évêque de Vérone et archevêque de Milan.